# Положення плоду (Доктор Хаус)
«Положення плоду» (англ. Fetal Position)  — сімнадцята серія третього сезону американського телесеріалу «Доктор Хаус». Прем'єра епізоду проходила на каналі FOX 4 квітня 2007. Доктор Хаус і його команда мають врятувати вагітну жінку-фотографа.

## Сюжет
Під час фотосесії у вагітної Еммі Слоан (фотограф) трапляється напад. В лікарні лікарі не знаходять тромбу і повідомляють жінці, що її дитина не постраждала. Хаус оглядає її і помічає мікро аневризми, які можуть привести до нових нападів. Також він помічає, що її сеча в катетері з кров'ю. З аналізів команда розуміє, що у Еммі починають відмовляти нирки. Ознайомившись з карткою хворої Хаус дізнається, що у неї шість разів виявляли стрептокок. Можливо, через повернення інфекції було пошкоджено серце, тому Кемерон і Чейз роблять МРТ. Чейз помічає, що один з клапанів втратив пластичність, через що утворився тромб. Тромб видаляють, але це не покращує стан нирок.
Команда робить тести на протеїнурію, тромбоцити, проводить телеметрію, перевіряють судини на бляшки. Тести показують, що з Еммі все гаразд, але з її дитиною — ні. Хаус наказує зробити МРТ серця дитини, але вона рухається, тому чіткого знімку не вийде. Хаус хоче паралізувати дитину. Після вагань Кадді і Еммі Хаус все ж таки вводить речовину. МРТ показує, що серце в нормі, а от сечовий міхур збільшений у четверо. Це призвело до того, що легеням нема де розвиватися. Команда бере аналіз сечі плода, щоб перевірити нирки, і вона виявляється нормальною. Дитині роблять шунтування, щоб зменшити міхур. Після операції Кемерон і Чейз розуміють, що у пацієнтки жовтяниця і її печінка відмовляє.
Хаус вважає, що дитина продовжує вбивати матір. Можливо, проблема в легенях, але вони ще дуже малі для сканування. Тому Хаус каже Еммі, що найкращий вихід з цієї ситуації — аборт. У жінки є тільки два дні, але вона відмовляється зробити аборт. Хаус каже Кадді, щоб та вмовила жінку зробити аборт, проте і Кадді відмовляється. Вона вважає, що причина відмови печінки може бути хвороба печінки, а не вплив дитини. Кадді наказує команді зробити біопсію печінки, але по спеціальному методу (стан жінки нестабільний і під час звичайної біопсії вона може втратити дуже багато крові). 
Під час біопсії у Еммі починаються передчасні перейми. Чейз і Форман зупиняють їх, але не на довго. Результати біопсії негативні, що ще раз підтверджує, що дитина вбиває свою матір. Кадді не хоче вбивати дитину, тому вводить їй препарат, який має пришвидшити ріст легенів, щоб зробити МРТ. Це викликало поступову відмову легенів Еммі, проте Кадді вперто йде до своєї мети і продовжує розвивати легені плоду. Невдовзі роблять МРТ на якому видно, що легені мають маленькі новоутворення, але незрозуміло які саме. Щоб чіткіше побачити легені дитини Хаус хоче зробити операцію і самому подивитись на них. Хірург помічає три кісти і видаляє їх. Еммі і її дитина одужують.